# Hrachik Babayan
Pour les articles homonymes, voir Babayan.
Hrachik Babayan, né le  1er août 1996 à Erevan, est un tireur sportif arménien. Il a notamment participé aux Jeux olympiques d'été de 2016.